# 我的邻居长不大
《我的鄰居長不大》（英語：My Fated Boy）是繼《我的鄰居睡不著》之後我的鄰居系列第二部，由孫承志執導，李溪芮、何與領銜主演講述了青梅竹馬的鄰居姐弟成年之後重逢追愛的故事，共29集。

## 播出時間
| 頻道 | 所在地   | 播映日期      | 播出時間          |
| ---- | -------- | ------------- | ----------------- |
| 優酷 | 中国大陆 | 2021年7月12日 | 周一至周四 12：00 |

## 劇情簡介
講述了從小一起長大且年齡差七歲的一對鄰家姐弟，兩人在經歷生活與時間變遷後成為各自不同的模樣，再次相遇而逐漸走到一起的愛情故事

## 演員列表

### 主要演員
鈴鹿夫婦

| 演員                                                                          | 角色   | 介紹 |
| 李溪芮 （12歲:王彥霜 10歲:代騏爾 6歲:楊曼聆 4歲:邱意 2歲:岳聆思 嬰兒:宋雨芯） | 林漾   | 31歲，五年後36歲，人稱「漾姐」，董事長秘書，在銳業廣告工作五年，三观正，可刚可柔，打拼多年，习惯了独立与懂事，凡事靠自己，獨立新女性代表，別的本事沒有就會扛，大事小事全靠自己，不喜歡給別人添麻煩，生活里没特殊喜好，在陌生人眼中是刀枪不入的女战士，在亲近的人眼中是一个充满少女心的人, 突然学成归国的青梅竹馬陸正安在一次闖入她的世界, 一直覺得他是長不大的小屁孩，原本暗戀陸正安表哥謝南克，但這個弟弟的各種撒嬌和示愛，讓她開始動搖！林漾和陆正安開始同居的生活一段姐弟恋就这么展开了。 原本以為媽媽朋友生下的會是妹妹，殊不知是小七歲的弟弟，和陸正安訂過娃娃親，幫他取名為「花仙子」 最後與陸正安結婚, 並且有一個兒子 |
| 何與 （6歲:朱姿諾 4歲:崔翔懿 2歲:李正洛毅 嬰兒:丁許珩）                       | 陸正安 | 24歲，五年後29歲，娛樂圈新晋创作型歌手，五官精致，少年感十足，人前倔强叛逆，我行我素，唯独在林漾面前会示弱，喜欢林漾，和她是青梅竹马, 爆紅新人歌手，出國四年唸書，大學畢業一歸國即使還沒成名作，但已經很多人想簽他，家裡沒人支持他玩音樂，只有林漾護著他，會音樂、會做飯，還會做家務，以「父母之命不可違」之約追著林漾，動不動就叫她「老婆」，從小就知道自己對於林漾不是弟弟對姊姊的愛，而是男人對女人的喜歡，花了四年的時間長大，成為配得上她的人，這次絕對不會錯過林漾！ 最後與林漾結婚後退居幕後當製作人, 並且有一個兒子                                                                                                  |
| 周小川                                                                        | 馬樂   | 37歲， 五年後42歲, 雲浪音樂董事長,一个有梦想的商人，一个五音不全的音乐爱好者，表面上一本正经，实际上敏感脆弱，爱钱爱面子爱自由，但是为了爱与梦想，可以牺牲一切, 最後和曹靈在一起。 |
| 趙圓圓                                                                        | 曹靈   | 30歲， 五年後35歲, 林漾的閨蜜, 广告公司行政专员，单亲妈妈，外表柔弱，内心刚强，时常把鸡汤挂在嘴边，鼓励别人也给自己无穷力量, 有一個女兒最後和馬樂在一起。 |
| 呂曉霖                                                                        | 姚丹   | 32歲， 五年後37歲, 林漾的闺蜜，广告公司财务总监，頂客族, 性格开朗豪迈，侠气满满，头可断血可流，朋友有难一定要管, 最後還是與老公不小心懷孕有了孩子並決定生下來。 |
| 田曦薇                                                                        | 李甜   | 林漾的新助理, 陆正安的追求者，年轻漂亮，刁蛮任性，只要自己看上的，就想得到，敢爱敢恨，把爱情当做生命，一旦爱上了就很拼命，不计后果也不怕受伤。 |

### 其他演員
| 演員   | 角色   | 介紹 |
| 上白   | 謝南克 | 陸正安表哥, 知名律师，绅士亲和，彬彬有礼，散发着成熟男人的魅力。與林漾之間有緣無份，明明兩個人有段時間是互相喜歡，但因為錯過了對的時機在一起，就永遠的錯過。 |
| 韓悅   | 李苗苗 | 李甜姊姊 |
| 於天奇 | 小濤   | 馬樂助理 |
| 裴疆童 | 華業庭 | 銳業廣告董事長 |
| 鮑天琦 | 賈露欣 | 中嘉娛樂的總裁 |
| 盧森堡 | 陸志豪 | 陸正安爸爸 |
| 胡小庭 | 陳潔   | 陸正安媽媽 |
| 李雅希 | 姚靜雯 | 林漾媽媽 |
| 徐科   | 白洛城 | 銳業廣告的業務部員工 |
| 王子鑫 | 席頌   | 我的鄰居睡不著男主角，陸正安朋友 |
| 彭梓洋 | 肖哲   | 曹靈前夫 |
| 劉雨涵 | 彤彤   | 曹心彤 , 8歲曹靈的女兒 |
| 王瀟博 | 果果   | 本名: 陸予林 , 3歲半陸正安和林漾的兒子 |

## 電視劇歌曲
| 曲序 | 曲目                     |        | 作曲   | 演唱             |
| ---- | ------------------------ | ------ | ------ | ---------------- |
| 1.   | 長不大的你（主題曲）     | 張燕峰 | 張燕峰 | 張燕峰、劉君池子 |
| 2.   | Waiting For You（插曲）  | 張燕峰 | 張燕峰 | 張燕峰           |
| 3.   | 愛上你（插曲）           | 張燕峰 | 張燕峰 | 張燕峰           |
| 4.   | 危險到底（插曲）         | 張燕峰 | 張燕峰 | 張燕峰           |
| 5.   | Fallin Love（插曲）      | 張燕峰 | 張燕峰 | 張燕峰           |
| 6.   | 你是我眼裡的星光（插曲） | 邵翼天 | 邵翼天 | 謠君             |
| 7.   | 也好（插曲）             | 米小某 | 潘成   | 趙晨唏           |
| 8.   | All About You（插曲）    | 路柯   | 鐘抒曈 | 潘虹             |
| 9.   | 你臉紅紅的（插曲）       | 米小某 | 宋辰   | 左其鉑           |